# Ibrahim Touré
Ibrahim Obyala Touré (27. září 1985, Bouaké – 19. června 2014, Manchester) byl fotbalista z Pobřeží slonoviny, hrál na postu útočníka.
Jeho staršími bratry byli Yaya (Manchester City) a Kolo Touré (Liverpool).

## Smrt
Ibrahim Touré zemřel 19. června 2014 v Manchesteru, po krátkém boji s rakovinou. Jeho bratři byli v době smrti na Mistrovství světa v Brazílii. Zpráva o úmrtí Ibrahima jim byla sdělena po prohře Pobřeží slonoviny proti Kolumbii - 2:1.